# 本庄栄治郎
本庄 栄治郎（ほんじょう えいじろう、1888年（明治21年）2月28日 - 1973年（昭和48年）11月18日）は、日本の経済学者。専門は日本経済史、経済思想史。
学位は、経済学博士（京都帝国大学）。大阪商科大学第2代学長。京都大学・大阪府立大学名誉教授。1948年日本学士院会員、1965年文化功労者。
昭和期に多数の学者を送り出し日本経済史研究の権威として知られた。

## 経歴
1888年、京都西陣に生まれる。第三高等学校を経て、1913年京都帝国大学法科大学政治学科卒業、同大学院に進学、生家の生業である西陣機業の研究を行い戸田海市、内田銀蔵に師事した。1914年に『西陣研究』、1916年に『江戸幕府ノ米価調節』が京都法学会より公刊されている。
1916年に同法科大学講師、1918年助教授、1919年京都帝国大学経済学部助教授、1923年教授。同年「徳川幕府の米価調節」により京都帝国大学から経済学博士の学位を取得。学内においては経済学部長、大学附属図書館長を歴任し経済史講座を開設時から退官までの20年にわたり担当した。江戸期を軸に経済・財政史の実証的な研究、解明に努め米価・常平倉・農村・人口・流通・交通など近世経済の根幹をなす問題ごとに大冊を著した。また経済思想史研究の分野においては同時代の開拓者でもあり本多利明研究の第一人者であった。
1933年京都帝国大学の隣接地に門下の黒正巌らと共に日本経済史研究所を設立し代表理事に就任、後進の育成に尽くした。1935年同研究所設立に参画した黒正、菅野和太郎らと当時学校騒動の起きていた浪華高等商業学校を昭和高等商業学校（現：大阪経済大学）として再建。1947年には法人理事長も務めた。日本経済史研究所も戦後大阪経済大学の付属機関となり、国内における経済史研究の拠点のひとつとして業績を残している。黒正、政治家に転じた菅野の他に松好貞夫、江頭恒治、大山敷太郎、堀江保蔵、黒羽兵治郎、宮本又次らの門下も各大学で経済史を講じた。
1942年に京都帝国大学を退官し旧制大阪商科大学第2代学長に就任（- 1946年）。同大学退官後も上智大学文学部教授（1951- 61年）、大阪府立大学経済学部教授（1955- 63年）、龍谷大学経済学部教授（1965- 69年）を歴任した。1948年に京都大学名誉教授、1963年に大阪府立大学名誉教授。
幸田成友（東京商科大学教授）の推薦で明治から昭和半ばまでの大阪市史の編纂や監修を手がけた。1955年1月8日、皇居での講書始の儀において金田一京助、亀山直人とともに進講者を務めた。進講題目は「西洋経済学の伝来」であった。

## 栄典
- 1941年（昭和16年）4月11日 - 勲二等瑞宝章[13]
- 1973年（昭和48年）11月9日 - 勲一等瑞宝章[14]
- 1973年（昭和48年）11月18日 - 従三位に叙せらる[15]

## 著作

### 単著
- 『西陣研究』（京都法学会「法律学経済学研究叢書」1914年／増訂改版、改造社、1930年）
- 『江戸幕府ノ米価調節』（京都法学会「法律学経済学研究叢書」1916年）
- 『経済史研究』（弘文堂書房、1920年）
- 『経済史考』（内外出版、1921年、増訂改版1925年）
- 『日本経済史原論』（内外出版、1921年）
- 『史的研究 天災と対策』（大阪毎日新聞社「学術叢書」1924年）
- 『徳川幕府の米価調節』（弘文堂書房、1924年／柏書房、1966年）
- 『日本社会史』（改造社、1924年／改造文庫、1937年／改造選書、1947年）
- 『常平倉の研究』（内外出版「経済史研究叢書」1925年）
- 『近世農村問題史論』（改造社、1925年）／増訂改題『我国近世の農村問題』（改造文庫、1930年、1977年）
- 『日本財政史』（改造社、1926年）
- 『近世封建社会の研究』（改造社、1928年／改造文庫、1930年）
- 『日本経済史概説』（全3分冊、刀江書院、1928～30年、合冊本、1931年／改版、日本評論社、1932年）
- 『経済史概論』第一分冊（内外出版印刷、1928年）／『経済史概論』（有斐閣「日本経済史研究所研究叢書」1935年、増補版、1948年、新訂版、1951年、新版1965年）
- 『日本社会経済史』（改造社「経済学全集 第30巻」1928年）
- 『人口及人口問題』（日本評論社、1930年）
- 『近世の経済思想』（日本評論社「近世日本の研究その1」1931年）
- 『幕末の新政策』（有斐閣「日本経済史研究所研究叢書」《「近世日本の研究その2」としても》1935年、増訂版1940年、増補版1958年）
- 『近世の経済思想 続篇』（日本評論社「近世日本の研究その3」1938年）
- 『日本経済史話』（同文書院、1940年）
- 『日本経済思想史概説 上巻』（有斐閣、1940年）／『日本経済思想史概説』（有斐閣、1946年、増訂版1958年）
- 『日本経済史』（地人書館「大観日本文化史薦書」1940年／新訂版、有斐閣、1952年、新版1968年）
- 『日本人口史』（日本評論社、1941年）
- 『日本経済学の成立』（目黒書店「教学新書」1942年）
- 『先覚者の南方経営』（日本放送出版協会「ラジオ新書」1942年）
- 『日本経済思想史研究』（日本評論社、1942年）、『日本経済思想史研究 続篇』（日本評論社、1947年）／『日本経済思想史研究 上・下巻』（日本評論社「大阪経済大学日本経済史研究所叢書」1966年／新装復刻版2018年）
- 『史的研究 日本の経済と思想』（星野書店、1943年）
- 『日本経済史総論』（龍吟社「日本経済史叢書」1947年）
- 『日本社会経済史研究』（有斐閣、1948年）
- 『幕末維新 明治維新経済の変遷』（堀書店「教養叢書」1948年）
- 『日本経済思想史』（龍吟社「日本経済史叢書」1948年／新訂版、有斐閣、1958年）
- 『日本社会経済史概説』（日本評論社、1948年／日本評論新社、1953年）
- 『百姓町人の歴史』（培風館「黎明叢書」1949年）
- 『近世の日本』（有斐閣、1954年）
- 『日本の経済学』（日本評論新社「社会科学双書」1957年）
- 『京都』（至文堂「日本歴史新書」1961年、増補版1966年）
- 『江戸・明治時代の経済学者』（至文堂「日本歴史新書」1962年）
- 『本庄栄治郎著作集』（全10冊、清文堂出版、1971～73年）

### 文献解題
- 『日本経済史文献』（内外出版、1924年）、『日本経済史文献 続篇』（内外出版、1927年）／『改版日本経済史文献』（日本評論社「日本経済史研究所紀要」1933年）、改題『日本経済史第一文献』（日本評論新社、1955年）
- 『日本経済史新文献』（日本評論社「日本経済史研究所紀要」1942年）、 改題『日本経済史第二文献』（日本評論新社、1955年）
- 『日本経済史第三文献』（吉川秀造・松好貞夫共編、日本評論新社、1953年、復刻版、1956年）
- 『日本経済史第四文献』（日本評論新社、1959年／復刻版、日本評論社、1970年）
- 『日本経済史第五文献』（大阪経済大学日本経済史研究所、1965年／復刻版、日本評論社、1970年）
- 『日本経済史第六文献』（大阪経済大学日本経済史研究所、1969年／復刻版、日本評論社、1970年）
- 『本多利明集』（解題、誠文堂「近世社会経済学説大系第1」1935年）
- 佐田介石『社会経済論』（解題、日本評論社「明治文化叢書」1941年）
- 大島貞益『情勢論』（解題、日本評論社「明治文化叢書」1943年）

### 編著・監修
- 『近世社会経済叢書』（編纂代表者、全12巻、改造社、1926年／クレス出版、1989年）
- 『日本交通史の研究』（編著、改造社「京都経済史研究会紀要」1929年）
- 『明治維新経済史研究』（編著、改造社「京都経済史研究会紀要」1930年）
- 『日本経済史辞典』（共同監修兼執筆、日本経済史研究所編、全9分冊・索引、日本評論社、1936～39年／上下巻・索引、日本評論社「日本経済史研究所紀要」1940年／縮刷版、経済史研究会名義、日本評論新社、1954年／日本評論社、1965年）
- 『近世日本の三大改革』（編著、龍吟社「日本経済史研究所経済史話叢書」1944年）
- 『近世の大阪』（編著、関西経済同友会、1959年）

#### 市史等
- 『明治大正大阪市史』（編纂主任、全8巻、日本評論社、1933～35年）[16]
- 『昭和大阪市史』（編著、全8巻、大阪市役所、1951～54年）[17]
- 『大正昭和名古屋市史』（顧問・監修、全10巻、名古屋市役所、1953～55年）
- 『大阪市戦災復興誌』（監修、大阪市役所、1958年）[18]
- 『昭和大阪市史 続編』（監修、全8巻、大阪市役所、1964～69年）[19]
- 『大阪編年史』（黒羽兵治郎共監修、全27巻中17巻まで、大阪市立中央図書館、1967～79年）[20]

#### 社史
- 『日立造船株式会社七十五年史』（監修、日立造船株式会社、1956年）
- 『武田百八十年史』（監修兼宮本又次共編纂、武田薬品工業株式会社、1962年）

#### 史料
- 『過去と現代』（著、経済史研究会「経済史研究会叢刊」1969年）
- 『明治米価調節史料』（編、経済史研究会「経済史研究会叢刊」1970年）
- 『幕末貿易史料』（編、経済史研究会「経済史研究会叢刊」1970年）
- 『近世人口問題史料』（編、経済史研究会「経済史研究会叢刊」1971年）
- 『先学遺文』（編、経済史研究会「経済史研究会叢刊」1971年）
- 『西陣史料』（編、経済史研究会「経済史研究会叢刊」1972年）
- 『神田孝平 研究と史料』（編著、経済史研究会「経済史研究会叢刊」1973年）

### 校訂
- 『大日本貨幣史』（吉田賢輔編、全8巻、朝陽会、1925～26年／吉田賢輔纂述、大蔵省編、全8巻・別巻、大日本貨幣史刊行会、1969～70年）
- 武陽隠士『世事見聞録』（改造社、1930年／青蛙房、1966年、新装版2001年／岩波文庫、奈良本辰也補訂、1994年）

### 記念論文集
- 堀江保蔵編『近世日本の経済と社会 本庄先生古稀記念』有斐閣、1958年